# 錯覺
錯覺（英語：illusion）是感覺的扭曲，是大腦對刺激的錯誤分析。在心理學研究中，意指假性幻覺所呈現的狀態。當一個人將畏懼或焦慮的感受投射在外在物體與經驗上，或是因為想像、虛構或錯誤的聯想而產生畏懼或焦慮的感覺，就會產生假性幻覺。
值得一提的是，錯覺和幻覺是兩種完全不一樣的現象。前者是大腦對刺激的分析錯誤，後者是在完全沒有刺激的情況下，大腦仍然感受到刺激。
例如某人聽見有人在呼喚他，然而並沒有人在叫他，此屬於幻覺；某人誤以為聽見水流的聲音，實際上是其他相似的聲音，並非真正的水流聲，此屬於錯覺。
錯覺的應用最常見於影視作品，例如刀劍碰撞聲未必是真正的刀劍所發出的聲音。
此外，泰戈尔有一首题为《错觉》的诗。